# دير سان أنطونيو دي لا فلوريدا
تقع كنيسة سان أنطونيو دي لا فلوريدا (المعروفة أيضًا باسم الكنيسة الملكية لسان أنطونيو دي لا فلوريدا) في الساحة التي تحمل نفس الاسم، وتُعتبر الوحيدة الباقية من بين ثلاث كنائس صغيرة كانت مكرسة لسان أنطونيو دي بادوا في ضواحي مدريد (كنيسة لا فلوريدا، وكنيسة الألمان، وكنيسة ريتيرو). تقع الكنيسة في منطقة مونكلوا-أرافاكا، وهي الثالثة التي بُنيت في تلك المنطقة. صُنِّفَت كمعلم تاريخي وفني في عام 1905. يجب أن تُسمى الكنيسة منذ بداية القرن العشرين بصيغة الجمع، أي كنائس سان أنطونيو إذ توجد اثنتان متشابهتان، ومنذ عام 1929 تخصصت كل واحدة في مجال: الأولى تعرض للجمهور الزخارف الجدارية التي نفذها الفنان فرانسيسكو دي غويا، وتعمل أيضًا كمتحف ومدفن له، أما الثانية فهي مخصصة فقط للعبادة الدينية.
منذ القرن التاسع عشر، يُقام بالقرب من الكنيسة مهرجان سان أنطونيو دي لا فلوريدا في الثالث عشر من يونيو (ويعتبر شعبيًا من أولى المهرجانات السنوية)، والذي تحول مع الوقت من حج ديني إلى مهرجان شعبي لا يزال هذا المهرجان يُمارس فيه طقس "الثلاثة عشر دبوسًا"، بالإضافة إلى جمع أرغفة الخبز المقدسة. هذه الكنيستان، إلى جانب كنيسة سان إيسيدرو وكنيسة سيدة الميناء (التي تحولت إلى كنيسة رئيسية)، هي الوحيدة الباقية في مدريد مع بداية القرن الحادي والعشرين.
كانت هناك عدة كنائس صغيرة مخصصة لسان أنطونيو دي بادوا في مواقع مختلفة على أطراف مدريد. واحدة من هذه الكنائس كانت تقع في ما يُعرف بـ«بستان الفرنسي» في حدائق الريتيرو، وعلى قواعد هذه الكنيسة الصغيرة بُني لاحقًا مصنع الملكي للخزف الذي تأسس عام 1760. وكنيسة أخرى كانت في المكان الذي تقف فيه الآن كنيسة سان أنطونيو دي لوس أليمانيس. تعكس شعبية هذا القديس والاحتفالات الشعبية المرتبطة به شوق سكان المدينة للحياة الريفية في القرن السادس عشر. في القرن السادس عشر، كان هناك هيكل صغير للتعبد (هميلياديرو) بالقرب من بوابة سان فيسينتي مخصص للسيدة العذراء غراسا. وقد بُني هذا الهيكل، الواقع خارج أسوار المدينة، من الطين المضغوط بشكل بسيط على يد المهندس المعماري مانويل ديل أولمو، لكنه لم يستمر سوى لعقدين تقريبًا.
الكنيسة الصغيرة الأولى: تشوريغويرا
كانت تُطلق على أتباع سان أنطونيو في مدريد خلال القرن السادس عشر لقب "الغوينديروس". وكان سبب هذا اللقب أن المريدين كانوا يحملون على أعناقهم مئزرًا صغيرًا عليه صورة كرز، وفي الثالث عشر من يونيو كانوا يقدمون ما يُعرف بـ«كرز القديس». تنشأت جماعة الغوينديروس من أسطورة مدريدية تحكي عن فلاح كان يجر حماره محملاً بالكرز صعودًا على منحدر لا فيغا، وفُكّت أربطة الحمولة وسقطت ثمرات الكرز على الطريق. وعندما شاهد الفلاح الكرز يتدحرج أسفل التل، صلى إلى سان أنطونيو طالبًا المساعدة. بعد فترة قصيرة، ظهر راهب وساعد الفلاح على جمع الكرز الملقى في الشارع. وعند الانتهاء، طلب الراهب من الفلاح أن يأخذ حفنة من الكرز إلى كنيسة سان نيكولاس بعد الانتهاء من بيع الحمولة. وعندما ذهب الفلاح إلى الكنيسة بعد انتهاء يوم عمله، وجدها خالية، فتبين له أن الراهب كان القديس سان أنطونيو دي بادوا من خلال صورة له معلقة في الكنيسة. هذه اللوحة التي أكدت له الأمر موجودة حاليًا في إحدى محاريب كنيسة سانتا كروز. كانت الاحتفالات المخصصة لسان أنطونيو، مثل مهرجانات «فويلاس دي سان أنتون»، شائعة جدًا وتقام بين هذه الكنيسة الصغيرة وكنيسة سان بلاس.
في تلك الفترة بالذات، تأسست جماعة الغوينديروس، وتم بناء أول كنيسة صغيرة مخصصة لسان أنطونيو في عام 1720، وكان المهندس المعماري المكلف بها هو خوسيه بينيتو دي تشوريغويرا في مرحلته الأولى في مدريد. تم تمويل البناء من قبل إدارة الإيرادات الملكية. للأسف، لا تتوفر معلومات كثيرة عن خصائص هذه الكنيسة الأولى أو إنجازاتها حتى بداية القرن الحادي والعشرين، سوى بعض الأوصاف البسيطة التي نشرها المهندس والمساح خوسيه ألونزو دي أرس في عام 1735 في كتاب عن شبكة تصريف مياه مدريد.
كانت هذه الكنيسة الصغيرة مخصصة لسان أنطونيو، وكانت عبارة عن مصلى بسيط ذو شكل سداسي مبني من الطوب. كان سقفها مغطى بقبة مدببة وبرج صغير (لانترنا). وكان داخلها يوجد تمثال لسان أنطونيو منحوت من الخشب على يد النحات الأستوري خوان دي فيلانويفا ي باربالس، والد المهندس المعماري الشهير خوان دي فيلانويفا.
بسبب خطط إعادة التخطيط الحضري التي رافقت إقامة بيت آل بوربون الجديد، تم هدم هذه الكنيسة الصغيرة الأولى في عام 1768، بعد أقل من خمسين عامًا من إنشائها، وذلك لتوسعة طريق كاستيا.
الكنيسة الصغيرة الثانية: ساباتيني
بعد وقت قصير من تتويجه ملكاً، أمر كارلوس الثالث بهدم الكنيسة الصغيرة وإعادة بنائها في عام 1768، وكان التكليف تحت إشراف فرانشيسكو ساباتيني ونُفذ بواسطة المهندس جوسيه دي لا بالينا. تم هدم كنيسة ساباتيني بعد اثنين وعشرين عامًا بأمر من خليفته الملك كارلوس الرابع. كانت كنيسة ساباتيني تقع أبعد وأبعد عن وسط المدينة (على منحدرات جبل برينسيبي بيو)، بالمقارنة مع كنيسة تشوريغيرا السابقة، كما هو الحال مع بوابة سان فيسينتي الجديدة التي صممها ساباتيني أيضًا. كان المخطط عبارة عن إعادة تنظيم عمراني للمنطقة تسمح بتوسيع أحد المداخل الرئيسية لمدريد، عبر تمديد محور طريق فيرجين ديل بويرتو-لا فلوريدا مع طريق إل باردو على ضفة النهر، بينما الجانب الآخر كان يقترب من كازا دي كامبو. بدأ العمل الأولي بتجديد قناة نهر مانثاناريس مع إعادة تصميم بعض جسوره. في هذا المخطط، كانت الكنيسة الأولى لتشوريغيرا تعيق العمل، فكان من الضروري هدمها وبناء أخرى في موقع أبعد. بعد الانتهاء من القصر الملكي للبريد في بوابة الشمس، استُخدمت الأخشاب المتبقية من العوارض والدعامات لبناء جسر أخضر بالقرب من الكنيسة الصغيرة. تم تفكيك كنيسة ساباتيني في عام 1792 بسبب إعادة تنظيم عمراني جديدة في المنطقة.
الكنيسة الصغيرة الثالثة: فونتانا
اشترى كارلوس الرابع القصر القريب المعروف باسم قصر فلوريدا، والذي كان ملكًا لماركيز كاستيل رودريغو، لبناء مزرعة ترفيهية ملكية على أرضه. بدأت أعمال بناء القصر الملكي لفلوريدا فورًا بين عامي 1792 و1798، وشملت في عملية البناء أيضًا الكنيسة الصغيرة القريبة التي صممها ساباتيني قبل عقود. وقد أدى ذلك إلى هدم الكنيسة الصغيرة وبناء الإسطبلات الجديدة لقصر فلوريدا في مكانها. كلف كارلوس الرابع المهندس المعماري الإيطالي فيليبي فونتانا بتصميم كنيسة صغيرة جديدة. في عام 1792، وضع الملك بنفسه الحجر الأساس للكنيسة، وضمن في هذا الحدث كبسولة زمنية تحتوي على بعض العملات الذهبية التي تحمل صورته. كان قصر ماركيز كاستيل رودريغو في حالة تدهور كبير، فتم هدمه، ولم يُنجز القصر الذي صممه فونتانا، إذ في عام 1793 «وبالنظر إلى الوضع السيء للأمة (...) أمر الملك بتعليق العمل»، وبقيت الحديقة كمزرعة زراعية ورعوية. وفي عام 1803، تم تعويض بناء القصر من خلال ضم مزرعة الدوقة دي ألبا القريبة وقصرها المعروف بقصر مونكلوا، الذي دُمر أثناء الحرب الأهلية.
تم نقل الكنيسة الصغيرة الجديدة التي صممها فونتانا شمالًا، على طول مجرى النهر حتى ما أصبح يُعرف باسم نافورة المروحة، والمُدرجة في خريطة إسبينوزا لعام 1769، والتي تم تحديدها لاحقًا مع نافورة الأحد عشر فوهة. في مركز الساحة الدائرية التي لا تزال قائمة حتى بداية القرن الواحد والعشرين، شُيد مبنى نيوكلاسيكي على شكل صليب يوناني بسيط جدًا، مع قبة تحمل مصابيح على الزوايا (pechinas). تم توسيع استخدام الكنيسة الصغيرة لتسمح باستخدام القاعة للعبادة، فتم تغيير اسمها إلى كنيسة سان أنطونيو دي لا فلوريدا. في داخلها رسم فرانسيسكو دي غويا جداريات تصور أحد أشهر معجزات القديس، مع إبراز تصوير الرجال والنساء الذين يرتدون أزياء الماخوس والشيبيروس.
كان الملك يخطط للاستمتاع بالكنيسة الصغيرة ككنيسة ملكية خلال إقامته في قصر فلوريدا. افتُتحت كنيسة الكنيسة الصغيرة في 12 يوليو 1799. وصف بعض الرسامين في تلك الحقبة مثل خوسيه غوميز دي نافيا نزهة فلوريدا في أواخر القرن الثامن عشر.
خلال بداية انتفاضة الثاني من مايو 1808 في مدريد، وقعت إعدامات اليوم التالي على جبل برينسيبي بيو، وكان لكنيسة سان أنطونيو دي لا فلوريدا دور بارز في الأحداث. كانت الكنيسة قد بُنيت منذ عشر سنوات عند اندلاع حرب الاستقلال الإسبانية. تحولت الكنيسة إلى رعية عام 1881 عندما تنازل الملك عنها لاستخدامها للارشيبوكسيطوبو في طليطلة. في تلك الفترة بدأت تقام بالقرب منها الاحتفالات الشعبية المعروفة بـ "فيربينا دي سان أنطونيو دي لا فلوريدا". في عام 1919 دُفن فيها رفات غويا.
تم تحويل الكنيسة الصغيرة إلى رعية في عام 1881. هذا التغيير أثر سلبًا على الميكروكليما (المناخ الصغير) الخاص بجدران الرسومات الجدارية لغويا بسبب دخان الشموع. وفي عام 1905، تم إعلانها نصبًا تاريخيًا وطنيًا. بهدف تسهيل الوصول إلى المنطقة، تم تكليف المهندس المعماري خوسيه يوجينيو ريبييرا بتصميم جسر الملكة عام 1909 كبديل للجسر المعروف باسم "الجسر الأخضر". سمح هذا الجسر الجديد بوصول سكان ضفتي النهر.
في عام 1919، نُقلت رفات غويا من كنيسة سان إيسيدرو إلى هذه الكنيسة الصغيرة، ووُضعت أيضًا تمثال له من نحته خوسيه سان بارتولومي يانيثيس. ازداد القلق بشأن حالة الحفاظ على رسومات غويا، فتم تكليف المهندس المعماري خوان مويا إيديغوراس ببناء كنيسة صغيرة جديدة بدأت أعمالها في 1925. كانت هذه الكنيسة الجديدة نسخة شقيقة من السابقة ومخصصة فقط للعبادات الدينية. الأكاديمية الملكية للفنون الجميلة في سان فرناندو هي المسؤولة عن رعاية الكنيسة الصغيرة، حيث تقام القداسات في 30 مارس و16 أبريل، وهو تاريخا ميلاد ووفاة فرانسيسكو دي غويا و لوسينتس.
تعرضت الكنيستان للنهب والسلب في اللحظات التي سبقت اندلاع الحرب الأهلية الإسبانية. اختفت بعض القطع الثمينة من الداخل. موقع الكنيستين جعلهما قريبتين من الجبهة الجامعية المكثفة أثناء دفاع مدريد (يقع جسر الفرنسيين على بعد أكثر من كيلومتر بقليل). بالرغم من ذلك، لم تتعرضا لأضرار شديدة نتيجة القصف المدفعي. لكن رسومات غويا على قبة الكنيسة الجديدة تضررت قليلاً، وكذلك مدخل المبنى بسبب شظايا متطايرة من الجبهة القتالية القريبة.
الكنيستان الصغيرتان تتميزان بأسلوب معماري نيوكلاسيكي. تصميم الأرضية على شكل صليب يوناني، والنسخة المعمارية لكلتيهما تعتمد على التصميم الثالث لكنيسة صغيرة الذي قام به المعماري فيليبو دي فونتانا. الأسقف مزينة بقِباب تنتهي بفتحات تسمى "لينتيرناس" ذات مظهر جمالي واضح، وتدعمها قوائم تُعرف بـ"بيتشيناس".
كلتا الكنيستين موزعتان بتناظر بالنسبة للمخطط الرئيسي للساحة التي تقعان فيها، والتي يشكلها الشارع الذي يعبر على مستوى ممر فلوريدا. المذابح مزينة بالجص الإيطالي، وتعلوها تماثيل ملائكة نحتها الفنان خوسيه خينيس. في المذبح الرئيسي، توجد صورة للمسيح مصنوعة من العاج وقرن السلاحف تعود إلى القرن الثامن عشر.
فريسكوهات غويا:
العمارة البسيطة، سواء من الداخل أو الخارج، تترك المجال الأساسي لرسومات الفريسكو بأسلوب الطلاء بالقلم الملون (temple) التي قام بها غويا. كان الفنان الأراغوني غويا، كرسام في بلاط الملك، المسؤول عن تزيين الكنيسة، وقد أنجز العمل في ستة أشهر بين أغسطس وديسمبر من عام 1798. لم يتم تنفيذ العمل بأسلوب أندريا بوتسو (اليسوعي الإيطالي) الشهير، بل اقترب من رؤية خيالية وأحلامية خاصة بغويا. جميع الفريسكوات تنتمي إلى ما يُعرف بـ "الكوادراتورا" (quadratura).
في قبة المذبح (الآبسيد)، مثل غويا مشهد "تقديس الثالوث". وعلى الكورنيزة (الحافة العلوية للجدران) تزين الكنيسة كيروبينات (ملائكة صغار) وإناث ملائكة يحملن الستائر. الجزء الذي يجذب انتباه الزوار هو رسومات القبة، حيث يصور أحد معجزات القديس أنطونيو من بادوا، حيث يحمل الملائكة القديس إلى لشبونة (مسقط رأسه)، وبنعمة إلهية يجعل رجلاً متوفياً يجيب على أسئلة القاضي ويؤكد براءة والد القديس الذي اتُهم بالجريمة. قطر القبة حوالي ستة أمتار.
توزعت شخصيات المتوفى ووالدي القديس والقديس نفسه على القبة فوق صخرة. قرب فتحة القبة يظهر منظر طبيعي يعطي انطباعاً كأنها سماء مفتوحة. سكان مدريد يشاهدون المعجزة: نساء "ماخاس" ورجال "شيسبيروس" وفرسان ملثمين... يتحدثون أو ينظرون بانتباه، مستندين إلى الدرابزين الذي يحيط بقاعدة القبة، مما يعطي إحساساً كبيراً بالواقعية، سواء من حيث المنظور أو الحيوية في التمثيل. خلال إعداد هذه الفريسكوات، تعاون غويا مع مساعده أسينسيو جوليا.
استعمل غويا أسلوباً جديداً في فنه بتقنية متقدمة، مع ضربات فرشاة حرة ونشيطة، مع بقع من الضوء واللون وتباينات قوية، بأسلوب يشبه الانطباعية المبكرة، مما جعل هذا العمل ذروة في لوحاته الجدارية.
الضريح:
عند قدم المذبح الرئيسي يوجد ضريح الرسام، حيث تُحفَظ اللوحة التذكارية التي كانت لديه في مقبرة بوردو، المدينة التي توفي فيها. بجانبه مدفون مارتن ميغيل دي غويكويتشيا، صديقه المقرب. في 29 سبتمبر 1919، دُفن الاثنان معًا لتجنب احتمال حدوث خطأ في التعرف على الرفات. جسد غويا يفتقد الجمجمة، ربما لأن الجمجمة فُصلت عن الجسد لإجراء تحاليل علم الفراسة (الفِرِنولوجيا).
حماية ثقافية:
في 1 أبريل 1905 تم إعلانها نصبًا تذكاريًا وطنيًا. ظلت مفتوحة للعبادة حتى عام 1929، وهو نفس العام الذي تم فيه نقل الصلوات إلى مبنى توأم تم بناؤه لهذا الغرض من قبل المهندس المعماري خوان مويا إيديغوراس. منذ ذلك الحين أصبحت متحفًا مملوكًا للتراث الوطني، لكن حراستها تم تسليمها إلى بلدية مدريد التي تديرها منذ عام 1987.
في 13 يونيو من كل عام تُقام الاحتفالية التقليدية لـ "فيربينا دي سان أنطونيو" في المناطق القريبة من الكهف، في المنطقة المعروفة باسم "لا بومبييا"، والتي تمتد حتى جسر الفرنسيين (Puente de los Franceses) حيث تبدأ شارع بلد الوليد (Avenida de Valladolid). تعود أولى الاحتفالات إلى بداية القرن التاسع عشر، وهي ذات أصل في رحلات الحج (روميريا) التي كانت تقام منذ القرن السابع عشر.
في هذا اليوم، من التقليدي جمع قطع الخبز الصغيرة الخاصة بالقديس، وفقًا للتقاليد: "حتى لا ينقصك الخبز طوال العام"، كما تُلقى 13 دبابيس في حوض المعمودية، في رمز واضح يشبه عادة المهر في الزواج. في الماضي، كانت الفتيات الخياطات (modistillas) يقمن بهذا الطقس على أمل العثور على زوج، واليوم تُسمى هؤلاء الفتيات "الموزاس كاساديراس" (الشابات الراغبات في الزواج)، ويمررن أيديهن على الدبابيس التي تبقى ملتصقة بالحوض، ومن خلال عدد الدبابيس التي تلتصق يُقال إن هذا هو عدد المتقدمين للزواج في ذلك العام. لا تزال هذه العادة مستمرة حتى بداية القرن الحادي والعشرين، سواء للرجال أو النساء.
الموقع:
تقع الكهف في ميدان سان أنطونيو رقم 5، على ضفاف نهر مانزاناريس. هو نقطة التقاء ممشى لا فلوريدا (Paseo de la Florida) وشارع بلد الوليد (Avenida de Valladolid). يمكن الوصول إلى الكهف من محطة برينسيبي بيو (Príncipe Pío) سيرًا على الأقدام عبر ممشى لا فلوريدا. ويتيح لك الحديقة المجاورة مدريد ريو (Madrid Río) إنهاء جولتك بعبور نهر مانزاناريس عبر جسر الملكة (Puente de la Reina). بالقرب من المكان تقع روض الورد في حديقة أويست (Parque del Oeste) والتلفريك الذي يوفر مناظر جوية للمنطقة.
وأمام الكهف توجد تمثال جالس لفنان الرسوم فرانسيسكو دي غويا، مصنوع من البرونز ومن عمل الفنان المدريدي خوسيه يانيثيس (José Llaneces).
وسائل الوصول:
الحافلات: خطوط EMT رقم 41، 46، و75
المترو: محطة برينسيبي بيو (Príncipe Pío)